# عمر لوئیس
عمر لوئیس (انگلیسی: Omar Luis؛ زادهٔ ۱۵ ژوئیهٔ ۱۹۷۲) بازیکن بیسبال اهل کوبا بود.